# Revolutions per Minute
Revolutions per Minute is het tweede album van de Amerikaanse melodische punkband Rise Against en werd uitgebracht op 4 augustus 2003. Het is in 2013 heruitgegeven door Fat Wreck Chords, waarbij de titel veranderd werd naar RPM10.

## Nummers
1. "Black Masks & Gasoline"
2. "Heaven Knows"
3. "Dead Ringer"
4. "Halfway There"
5. "Like the Angel"
6. "Voices Off Camera"
7. "Blood-Red, White, & Blue"
8. "Broken English"
9. "Last Chance Blueprint"
10. "To the Core"
11. "Torches"
12. "Amber Changing"